# Astragalus apiculatus
Astragalus apiculatus es una especie de planta del género Astragalus, de la familia de las leguminosas, orden Fabales.
Fue descrita científicamente por N. F. Gontscharow.